# 陳鼎 (畫家)
陳鼎（?—?），字理齋，安徽桐城人，一作鑲寧人。

## 生平
道光二十三年（1843年）曾为薛時雨作《茂林叠翠图》。官至廣東香山縣丞。

## 成就
善山水畫，有王翬與王时敏的氣勢。与镛、璞，粤人称“三陈”。